# Salarias luctuosus
Salarias luctuosus är en fiskart som beskrevs av Gilbert Percy Whitley 1929. Salarias luctuosus ingår i släktet Salarias och familjen Blenniidae. Inga underarter finns listade i Catalogue of Life.